# FIFA Confederations Cup 1999
De FIFA Confederations Cup 1999 was de vierde editie van de FIFA Confederations Cup, die werd gehouden van 24 juli tot 4 augustus 1999 in Mexico. Gastland Mexico won de FIFA Confederations Cup 1999.

## Deelnemende landen

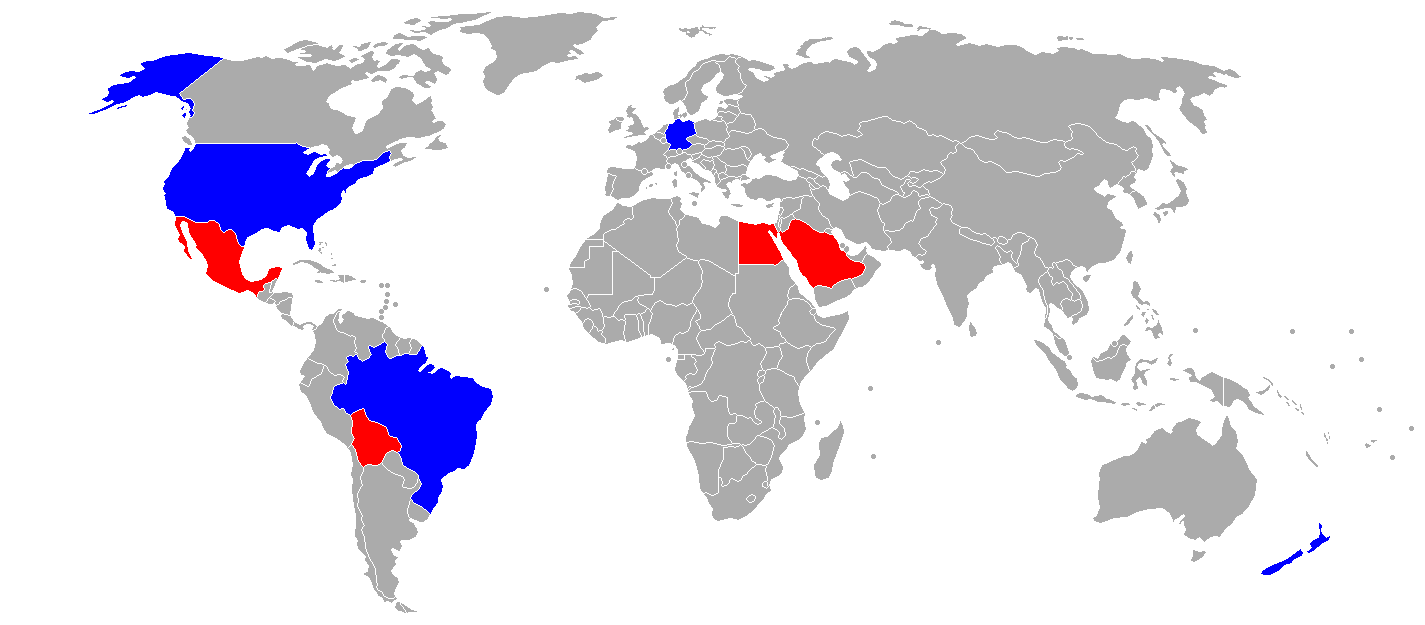
Overzicht van landen die deelnamen.
Groep A
Groep B

| Deelnemende landen (kwalificatie) |
| --- |
| Mexico (gastland en winnaar CONCACAF Gold Cup 1998) Verenigde Staten (finalist CONCACAF Gold Cup 1998) Brazilië (winnaar Copa América 1997) Bolivia (finalist Copa América 1997) Duitsland (winnaar EK 1996) Egypte (winnaar Afrika Cup 1998) Nieuw-Zeeland (winnaar Oceanië Cup 1998) Saoedi-Arabië (winnaar Azië Cup 1996) |

## Scheidsrechters
- Gilberto Alcala
- Ubaldo Aquino
- Coffi Codjia

- Brian Hall
- Anders Frisk

- Kim Young-Joo
- Óscar Ruiz

## Groepsfase

### Groep A
| Team          | Wed | W | G | V | DV | DT | DS | Pnt |
| ------------- | --- | - | - | - | -- | -- | -- | --- |
| Mexico        | 3   | 2 | 1 | 0 | 8  | 3  | +5 | 7   |
| Saoedi-Arabië | 3   | 1 | 1 | 1 | 6  | 6  | 0  | 4   |
| Bolivia       | 3   | 0 | 2 | 1 | 2  | 3  | –1 | 2   |
| Egypte        | 3   | 0 | 2 | 1 | 5  | 9  | –4 | 2   |

|                                             |                          |       |                     |                                                                               |
| 25 juli 1999 «onderlinge duels» 12:00 (CST) | Bolivia                  | 2 – 2 | Egypte              | Aztekenstadion, Mexico-Stad Toeschouwers: 85.000 Scheidsrechter: Anders Frisk |
| 25 juli 1999 «onderlinge duels» 12:00 (CST) | Gutiérrez 21' Ribera 40' |       | Sabry 8' Radwan 63' | Aztekenstadion, Mexico-Stad Toeschouwers: 85.000 Scheidsrechter: Anders Frisk |

|                                             |                                       |       |                      |                                                                             |
| 25 juli 1999 «onderlinge duels» 14:30 (CST) | Mexico                                | 5 – 1 | Saoedi-Arabië        | Aztekenstadion, Mexico-Stad Toeschouwers: 85.000 Scheidsrechter: Óscar Ruiz |
| 25 juli 1999 «onderlinge duels» 14:30 (CST) | Blanco 12', 19', 68', 77' Abundis 21' |       | Al-Temyat 62' (pen.) | Aztekenstadion, Mexico-Stad Toeschouwers: 85.000 Scheidsrechter: Óscar Ruiz |

|                                             |               |       |         |                                                                             |
| 27 juli 1999 «onderlinge duels» 18:00 (CST) | Saoedi-Arabië | 0 – 0 | Bolivia | Aztekenstadion, Mexico-Stad Toeschouwers: 65.000 Scheidsrechter: Brian Hall |
| 27 juli 1999 «onderlinge duels» 18:00 (CST) |               |       |         | Aztekenstadion, Mexico-Stad Toeschouwers: 65.000 Scheidsrechter: Brian Hall |

|                                             |                       |       |                              |                                                                                |
| 27 juli 1999 «onderlinge duels» 20:30 (CST) | Mexico                | 2 – 2 | Egypte                       | Aztekenstadion, Mexico-Stad Toeschouwers: 65.000 Scheidsrechter: Kim Young-Joo |
| 27 juli 1999 «onderlinge duels» 20:30 (CST) | Pardo 15' Abundis 26' |       | A. Hassan 79' S. Ibrahim 85' | Aztekenstadion, Mexico-Stad Toeschouwers: 65.000 Scheidsrechter: Kim Young-Joo |

|                                             |                       |       |                                             |                                                                                |
| 29 juli 1999 «onderlinge duels» 18:00 (CST) | Egypte                | 1 – 5 | Saoedi-Arabië                               | Aztekenstadion, Mexico-Stad Toeschouwers: 15.000 Scheidsrechter: Ubaldo Aquino |
| 29 juli 1999 «onderlinge duels» 18:00 (CST) | S. Ibrahim 70' (pen.) |       | Al-Otaibi 8', 34', 78', 85' Al-Shahrani 64' | Aztekenstadion, Mexico-Stad Toeschouwers: 15.000 Scheidsrechter: Ubaldo Aquino |

|                                             |              |       |         |                                                                             |
| 29 juli 1999 «onderlinge duels» 20:30 (CST) | Mexico       | 1 – 0 | Bolivia | Aztekenstadion, Mexico-Stad Toeschouwers: 55.000 Scheidsrechter: Óscar Ruiz |
| 29 juli 1999 «onderlinge duels» 20:30 (CST) | Palencia 52' |       |         | Aztekenstadion, Mexico-Stad Toeschouwers: 55.000 Scheidsrechter: Óscar Ruiz |

### Groep B
| Team             | Wed | W | G | V | DV | DT | DS | Pnt |
| ---------------- | --- | - | - | - | -- | -- | -- | --- |
| Brazilië         | 3   | 3 | 0 | 0 | 7  | 0  | +7 | 9   |
| Verenigde Staten | 3   | 2 | 0 | 1 | 4  | 2  | +2 | 6   |
| Duitsland        | 3   | 1 | 0 | 2 | 2  | 6  | –4 | 3   |
| Nieuw-Zeeland    | 3   | 0 | 0 | 3 | 1  | 6  | –5 | 0   |

|                                             |                                             |       |           |                                                                                   |
| 24 juli 1999 «onderlinge duels» 12:00 (CST) | Brazilië                                    | 4 – 0 | Duitsland | Estadio Jalisco, Guadalajara Toeschouwers: 60.000 Scheidsrechter: Gilberto Alcala |
| 24 juli 1999 «onderlinge duels» 12:00 (CST) | Zé Roberto 62' Ronaldinho 72' Alex 86', 87' |       |           | Estadio Jalisco, Guadalajara Toeschouwers: 60.000 Scheidsrechter: Gilberto Alcala |

|                                             |                |       |                          |                                                                                 |
| 24 juli 1999 «onderlinge duels» 14:30 (CST) | Nieuw-Zeeland  | 1 – 2 | Verenigde Staten         | Estadio Jalisco, Guadalajara Toeschouwers: 60.000 Scheidsrechter: Ubaldo Aquino |
| 24 juli 1999 «onderlinge duels» 14:30 (CST) | Zoricich 90+3' |       | McBride 25' Kirovski 58' | Estadio Jalisco, Guadalajara Toeschouwers: 60.000 Scheidsrechter: Ubaldo Aquino |

|                                             |                        |       |               |                                                                                |
| 28 juli 1999 «onderlinge duels» 18:00 (CST) | Duitsland              | 2 – 0 | Nieuw-Zeeland | Estadio Jalisco, Guadalajara Toeschouwers: 42.000 Scheidsrechter: Coffi Codjia |
| 28 juli 1999 «onderlinge duels» 18:00 (CST) | Preetz 6' Matthäus 33' |       |               | Estadio Jalisco, Guadalajara Toeschouwers: 42.000 Scheidsrechter: Coffi Codjia |

|                                             |                |       |                  |                                                                                |
| 28 juli 1999 «onderlinge duels» 20:30 (CST) | Brazilië       | 1 – 0 | Verenigde Staten | Estadio Jalisco, Guadalajara Toeschouwers: 54.000 Scheidsrechter: Anders Frisk |
| 28 juli 1999 «onderlinge duels» 20:30 (CST) | Ronaldinho 13' |       |                  | Estadio Jalisco, Guadalajara Toeschouwers: 54.000 Scheidsrechter: Anders Frisk |

|                                             |                     |       |           |                                                                                   |
| 30 juli 1999 «onderlinge duels» 18:00 (CST) | Verenigde Staten    | 2 – 0 | Duitsland | Estadio Jalisco, Guadalajara Toeschouwers: 53.000 Scheidsrechter: Gilberto Alcala |
| 30 juli 1999 «onderlinge duels» 18:00 (CST) | Olsen 23' Moore 50' |       |           | Estadio Jalisco, Guadalajara Toeschouwers: 53.000 Scheidsrechter: Gilberto Alcala |

|                                             |               |                                   |          |                                                                                 |
| 30 juli 1999 «onderlinge duels» 20:30 (CST) | Nieuw-Zeeland | 0 – 2                             | Brazilië | Estadio Jalisco, Guadalajara Toeschouwers: 53.000 Scheidsrechter: Kim Young-Joo |
| 30 juli 1999 «onderlinge duels» 20:30 (CST) |               | Marcos Paulo 45+2' Ronaldinho 88' |          | Estadio Jalisco, Guadalajara Toeschouwers: 53.000 Scheidsrechter: Kim Young-Joo |

## Knock-outfase
|  | halve finale             | halve finale             |   |                          | finale                   | finale |
|  |                          |                          |   |                          |                          |        |
|  | 1 augustus – Mexico-Stad |                          |   |                          |                          |        |
|  | Mexico                   | 1                        |   |                          |                          |        |
|  | Verenigde Staten         | 0                        |   |                          |                          |        |
|  |                          |                          |   |                          |                          |        |
|  |                          |                          |   |                          | 4 augustus – Mexico-Stad |        |
|  |                          |                          |   |                          | Mexico                   | 4      |
|  |                          | Brazilië                 | 3 |                          |                          |        |
|  |                          |                          |   |                          |                          |        |
|  |                          |                          |   |                          | derde plaats             |        |
|  | 1 augustus – Guadalajara | 1 augustus – Guadalajara |   | 3 augustus – Guadalajara | 3 augustus – Guadalajara |        |
|  | Brazilië                 | 8                        |   | Verenigde Staten         | 2                        |        |
|  | Saoedi-Arabië            | 2                        |   |                          | Saoedi-Arabië            | 0      |

### Halve finale
|                                                |            |            |                  |                                                                                |
| 1 augustus 1999 «onderlinge duels» 12:00 (CST) | Mexico     | 1 – 0 (gg) | Verenigde Staten | Aztekenstadion, Mexico-Stad Toeschouwers: 82.000 Scheidsrechter: Kim Young-Joo |
| 1 augustus 1999 «onderlinge duels» 12:00 (CST) | Blanco 97' |            |                  | Aztekenstadion, Mexico-Stad Toeschouwers: 82.000 Scheidsrechter: Kim Young-Joo |

|                                                |                                                                                 |       |                    |                                                                              |
| 1 augustus 1999 «onderlinge duels» 15:00 (CST) | Brazilië                                                                        | 8 – 2 | Saoedi-Arabië      | Estadio Jalisco, Guadalajara Toeschouwers: 48.000 Scheidsrechter: Óscar Ruiz |
| 1 augustus 1999 «onderlinge duels» 15:00 (CST) | João Carlos 8' Ronaldinho 11', 65', 90+2' Zé Roberto 33' Alex 36', 86' Rôni 62' |       | Al-Otaibi 22', 31' | Estadio Jalisco, Guadalajara Toeschouwers: 48.000 Scheidsrechter: Óscar Ruiz |

### Troostfinale
|                                                |                       |       |               |                                                                                 |
| 3 augustus 1999 «onderlinge duels» 21:00 (CST) | Verenigde Staten      | 2 – 0 | Saoedi-Arabië | Estadio Jalisco, Guadalajara Toeschouwers: 38.000 Scheidsrechter: Ubaldo Aquino |
| 3 augustus 1999 «onderlinge duels» 21:00 (CST) | Bravo 27' McBride 78' |       |               | Estadio Jalisco, Guadalajara Toeschouwers: 38.000 Scheidsrechter: Ubaldo Aquino |

### Finale
|                                                |                                        |       |                                             |                                                                                |
| 4 augustus 1999 «onderlinge duels» 21:00 (CST) | Mexico                                 | 4 – 3 | Brazilië                                    | Aztekenstadion, Mexico-Stad Toeschouwers: 110.000 Scheidsrechter: Anders Frisk |
| 4 augustus 1999 «onderlinge duels» 21:00 (CST) | Zepeda 13', 51' Abundis 28' Blanco 62' |       | Serginho 43' (pen.) Rôni 47' Zé Roberto 63' | Aztekenstadion, Mexico-Stad Toeschouwers: 110.000 Scheidsrechter: Anders Frisk |

| FIFA Confederations Cup 1999 |
| ---------------------------- |
| MEXICO 1ste titel            |

## Topscorers
6 doelpunten
- Ronaldinho
- Cuauhtémoc Blanco
- Marzouk Al-Otaibi

4 doelpunten
- Alex

3 doelpunten
- Zé Roberto
- José Manuel Abundis